# 图格斯扎尔格勒·冈迪
图格斯扎尔格勒·冈迪（羅馬化：Tögsjargalyn Gandi；1961年9月24日—），女，蒙古族，乌兰巴托人，蒙古国政治人物。

## 生平
1961年9月24日，冈迪生于乌兰巴托。1982年，冈迪自蒙古国立大学新闻学专业毕业。1986年毕业于经济学高等学校（Higher School of Economics）。1991年毕业于苏联共产党中央委员会社会科学院。1992年，她参加了美国国务院政治课程。1993年，在德国从事政治学研究。1996年和1997年，赴泰国和印度进行人口统计学研究。自1982年起，她是军队报纸《Ulaan Od》（红星）的通讯员，还是蒙古人民革命党青少年报纸编辑部主任。1990年至1992年，为报纸《Ardyn Erkh》（人民的力量）的某部门领导。
她原为蒙古人民革命党成员。1992年到1996年，她作为独立候选人在乌兰巴托第25选区当选国家大呼拉尔委员。随后，她被蒙古人民革命党吸收，自1996年至2000年在乌兰巴托第65（巴彦郭勒Bayangol）选区当选国家大呼拉尔委员，2000年又在乌兰巴托第57（巴彦祖赫Bayanzürkh）选区当选，在国家大呼拉尔中她主持社会政策常设委员会。1996年5月，她进入蒙古人民革命党小呼拉尔。2004年，她在乌兰巴托第56（巴彦祖赫Bayanzürkh）选区当选国家大呼拉尔委员。从2004年到2006年，冈迪担任蒙古国健康部部长。2006年1月，冈迪当选为国家大呼拉尔社会政策、教育、文化及科学常设委员会主席。2005年6月，她进入蒙古人民革命党领导委员会（MPRP Leadership Council），后于2007年10月当选蒙古人民革命党书记。2008年9月，她被任命为蒙古国社会福利和劳动部部长。